# Roman Markowitsch Prutschai
Roman Markowitsch Prutschai (russisch Роман Маркович Пручай; englische Transkription: Roman Pruchay; * 13. Februar 1991) ist ein russischer Poolbillardspieler.

## Karriere
Im August 2006 gewann Prutschai bei der Schülereuropameisterschaft die Bronzemedaille in der Disziplin 8-Ball und die Goldmedaille mit der russischen Mannschaft. Ein Jahr später wurde er durch einen Finalsieg gegen Bartosz Rozwadowski Schülereuropameister im 9-Ball und im Finale gegen Österreich Mannschaftseuropameister der Schüler. Im November 2007 gewann er bei der russischen Meisterschaft der Herren die Bronzemedaille im 8-Ball. 2008 nahm er erstmals an der Herreneuropameisterschaft teil und erreichte beim 14/1-endlos-Wettbewerb die Runde der letzten 32, in der er dem Österreicher Cetin Aslan knapp mit 124:125 unterlag. Bei der gleichzeitig stattfindenden Junioren-EM wurde er Vizeeuropameister im 8-Ball. Bei der russischen Meisterschaft 2008 gewann Prutschai durch einen 7:2-Sieg gegen Jegor Plischkin den erstmals ausgetragenen 10-Ball-Wettbewerb und damit seinen ersten Meistertitel bei den Herren.
Bei der EM 2009 erreichte er in den Disziplinen 14/1 endlos und 8-Ball das Achtelfinale und schied dort gegen Thomas Lüttich beziehungsweise Adam Skoneczny aus. Im August 2009 wurde er durch Finalsiege gegen Jürgen Jenisy und Francisco Sánchez Junioreneuropameister in den Disziplinen 8-Ball und 9-Ball sowie Vizeeuropameister mit der russischen Juniorenmannschaft. Ende des Jahres erreichte er bei der russischen Meisterschaft das Viertelfinale im 14/1 endlos. Im November 2010 wurde er durch einen 7:1-Finalsieg gegen Witali Pawluchin Russischer Meister im 8-Ball. Einen Tag zuvor hatte er im 10-Ball den dritten Platz belegt. Nachdem er 2010 nicht für die EM nominiert worden war, zog Prutschai beim 14/1-endlos-Wettbewerb der Europameisterschaft 2011, unter anderem durch Siege gegen Ralf Souquet, Serge Das und Andreas Gerwen, ins Halbfinale ein, in dem er dem Italiener Fabio Petroni mit 73:125 unterlag. Bei der russischen Meisterschaft 2011 nahm er lediglich am Wettbewerb im 14/1 endlos teil und schied dort bereits in der Vorrunde aus. Es war seine bislang letzte Teilnahme an der russischen Meisterschaft. Beim Kremlin Cup 2011 erreichte er das Viertelfinale.
Bei der Team-Weltmeisterschaft war Prutschai 2010 Teil der russischen Mannschaft und erreichte mit ihr das Halbfinale.

## Erfolge
- 9-Ball-Schülereuropameister: 2007
- Russischer 10-Ball-Meister: 2008
- 8-Ball-Junioreneuropameister: 2009
- 9-Ball-Junioreneuropameister: 2009
- Russischer 8-Ball-Meister: 2010